# George Martin (actor)
George Martin (nacido como Francisco Martínez Celeiro), (Barcelona, 18 de septiembre de 1937 - 1 de septiembre de 2021) fue un actor español. Trabajó en varias películas de serie B, generalmente producciones italianas, y algunas del subgénero spaghetti western.

## Filmografía parcial
- Apache Fury (1964)
- Grave of the Gunfighter (1964)
- Una pistola para Ringo (1965)
- El retorno de Ringo (1965)
- Rebeldes en Canadá (1965)
- Kiss Kiss...Bang Bang (1966)
- Per il gusto di uccidere (1966)
- Clint the Stranger (1967)
- La isla de la muerte (1967)
- Electra One (1967)
- Red Blood, Yellow Gold (1967)
- Psychopath (1968)
- Tres superhombres en Tokio (1968)
- Sartana Does Not Forgive (1968)
- Sonora (1969)
- Three Supermen in the Jungle (1970)
- Blackie the Pirate (1971)
- The Return of Clint the Stranger (1972)
- Judas... ¡Toma tus monedas! (1972)
- Death Carries a Cane (1973)
- Los tres superhombres en el Oeste (1973)